# Praga (Zwoleń)
Praga – część miasta Zwoleń w województwie mazowieckim, w powiecie zwoleńskim, w gminie Zwoleń.
Rozpościera się w wzdłuż ulicy Słowackiego, na północny wschód od centrum miasta.

## Historia
Kopciucha to dawna wieś. W latach 1867–1870 należała do gminy Tczów w powiecie kozienickim w guberni radomskiej. 13 stycznia 1870 weszła w skład nowej gminy Zwoleń w tymże powiecie, utworzonej ze zniesionego miasta Zwolenia oraz wsi Praga i Kopciucha
W 1915 roku austriackie władze okupacyjne wprowadziły administrację cywilną i przekształciły wiejską gminę Zwoleń ponownie w miasto, liczące, przez co Praga – jako składowa gminy Zwoleń – przejściowo stała się obszarem miejskim. Władze polskie nie uznały jednak Zwolenia za miasto w 1919 roku, przez co Zwoleń powrócił do statusu gminy wiejskiej, a Praga znów stała się wsią.
W okresie międzywojennym należała do powiatu kozienickiego w woj. kieleckim. Gmina Zwoleń przestała funkcjonować 1 lipca 1925 w związku z ponownym nadaniem Zwoleniowi praw miejskich i przekształceniu jednostki w gminę miejską, przez co Praga stała się ponownie obszarem miejskim.